# École de la transition écologique
 (octobre 2022).
La mise en forme du texte ne suit pas les recommandations de Wikipédia : il faut le « wikifier ».
Les points d'amélioration suivants sont les cas les plus fréquents :
- Les titres sont pré-formatés par le logiciel. Ils ne sont ni en capitales, ni en gras.
- Le texte ne doit pas être écrit en capitales (les noms de famille non plus), ni en gras, ni en italique, ni en « petit »…
- Le gras n'est utilisé que pour surligner le titre de l'article dans l'introduction, une seule fois.
- L'italique est rarement utilisé : mots en langue étrangère, titres d'œuvres, noms de bateaux, etc.
- Les citations ne sont pas en italique mais en corps de texte normal. Elles sont entourées par des guillemets français : « et ».
- Les listes à puces sont à éviter, des paragraphes rédigés étant largement préférés. Les tableaux sont à réserver à la présentation de données structurées (résultats, etc.).
- Les appels de note de bas de page (petits chiffres en exposant, introduits par l'outil «  Source ») sont à placer entre la fin de phrase et le point final[comme ça].
- Les liens internes (vers d'autres articles de Wikipédia) sont à choisir avec parcimonie. Créez des liens vers des articles approfondissant le sujet. Les termes génériques sans rapport avec le sujet sont à éviter, ainsi que les répétitions de liens vers un même terme.
- Les liens externes sont à placer uniquement dans une section « Liens externes », à la fin de l'article. Ces liens sont à choisir avec parcimonie suivant les règles définies. Si un lien sert de source à l'article, son insertion dans le texte est à faire par les notes de bas de page.
- La présentation des références doit suivre les conventions bibliographiques. Il est recommandé d'utiliser les modèles {{Ouvrage}}, {{Chapitre}}, {{Article}}, {{Lien web}} et/ou {{Bibliographie}}. Le mode d'édition visuel peut mettre en forme automatiquement les références.
- Insérer une infobox (cadre d'informations à droite) n'est pas obligatoire pour parachever la mise en page.

Pour une aide détaillée, merci de consulter Aide:Wikification.
Si vous pensez que ces points ont été résolus, vous pouvez retirer ce bandeau et améliorer la mise en forme d'un autre article.
Les Écoles de la Transition Ecologique (ETRE) forment un réseau d'associations loi de 1901 qui sensibilisent et forment des jeunes âgés de 16 à 25 ans, en situation de décrochage scolaire, en recherche d'orientation ou en quête de sens. La première école ETRE, devenue l'école pilote du réseau, a été créée en 2017 à Lahage, en Haute-Garonne. ETRE vise à remobiliser ces jeunes, à les rendre acteurs de la transition écologique et à les former aux nouveaux métiers verts et verdissants. En effet, 100 000 jeunes sont actuellement descolarisés chaque année, et, selon l'ADEME, 340 000 emplois dans la transition écologique seront créés d’ici 2035. Le fondateur Frédérick Mathis résume ainsi : "Nous avons créé une école pour les jeunes qui n'aiment pas l'école" en réponse au double enjeu de la transition écologique et de la lutte contre la descolarisation.   
Les écoles ETRE, en collaboration avec les régions, les départements, les missions locales, le tissu associatif local et les entreprises locales, proposent des programmes de remobilisation et de formation adaptés aux besoins locaux. Le but est de permettre à ces jeunes d'accéder à l'insertion sociale, citoyenne et professionnelle.  
En 2022, on comptait 10 écoles ETRE réparties sur toute la France métropolitaine, formant plusieurs centaines de jeunes par an.   

## Le concept
Chaque école ETRE dispose d'un lieu pour accueillir le public et, occasionnellement, d'un tiers-lieu constitué d'un fort ancrage local et d'une capacité d'hébergement. Les métiers préparés à l'école sont associés aux besoins locaux, en partenariat avec les entreprises locales, parfois aussi installées dans le tiers-lieu. Il s'agit principalement de métiers manuels.   
Par exemple l'école de Lahage à côté de Toulouse met l'accent sur le travail du bois et l'économie circulaire, tandis que l'école de Paris se concentre sur l'agriculture urbaine, les métiers du vélo, les énergies renouvelables et la solidarité internationale. Au sein des autres écoles, il est aussi possible de découvrir les métiers de l'eau, l'alimentation durable, l'agriculture biologique ou encore l'habitat durable.  
Le public cible est les jeunes de 16 à 25 ans en situation de rupture scolaire, qui connaissent des difficultés économiques, sociales, familiales, ou en situation de handicap. Les prescripteurs sont habituellement les missions locales, le tissu associatif local et Pôle Emploi. Les parcours proposés par ETRE sont personnalisés à chaque stagiaire, d'une durée variable, entre 2 semaines et 12 mois selon les attentes. Chaque école propose un accueil en atmosphère bienveillante avec des petites promotions de 8 à 12 stagiaires. Les jeunes suivent la formation dans le tiers-lieu puis accomplissent des projets concrets via des immersions dans le monde professionnel. Ils réalisent notamment des bancs en bois recyclé, des ateliers de réparation de vélo, un baby-foot à partir du bois d'une ancienne fenêtre. ETRE offre ainsi à ces jeunes un tremplin vers des formations qualifiantes et l'apprentissage avec pour objectif de leur redonner confiance en eux.   
Les écoles ETRE sont gratuites pour les jeunes. Le financement provient de la région d'accueil, de l'Europe (FSE), de fonds privés, mais aussi des entreprises locales,.   
À la sortie d'une école ETRE, 76 % des jeunes retournent vers l'emploi ou la formation.     